# Pontestura
Pontestura (Pondëstura in piemontese) è un comune italiano di 1 324 abitanti della provincia di Alessandria in Piemonte.

## Origini del nome
Il nome deriva da Pons Turris (ponte con torre), che appare anche nello stemma del Comune.

## Storia
Pontestura fu residenza estiva dei Paleologi (marchesi del Monferrato). Nel castello del paese nacquero tre marchesi del Monferrato e fu tenuto prigioniero Ludovico il Moro.
Nel 1510 vi nacque Margherita Paleologa, le cui nozze con Federico II Gonzaga saranno fondamentali per il passaggio del Marchesato di Monferrato tra i possedimenti del Ducato di Mantova.
Il castello venne abbattuto in epoca napoleonica e la piazza principale del paese ne conserva il nome. L'attuale spianata fino alla fine degli anni Ottanta fu utilizzata come campo da calcio, mentre oggi è per la maggior parte della sua superficie un grande prato verde usato in occasione delle manifestazioni che animano la vita del borgo ("Riso & Rose", Festa in Piazza di luglio e Mercatini dell'Antiquariato).
In data 30 ottobre 2022 una targa è stata qui posta dall'Amministrazione Comunale in ricordo di Aldo Novarese, fotografo, pittore, illustratore e creatore di caratteri tipografici, nativo di Pontestura.

## Monumenti e luoghi di interesse

### Architetture religiose
- Chiesa parrocchiale di Sant'Agata (secolo XII), con sagrato antistante di pietre di fiume bianche e nere
- Chiesa di San Giacomo, con il simbolo della conchiglia sopra il portone d'ingresso

### Architetture civili
- Teatro civico "Giuseppe Verdi"
- I portici in Corso Roma, molto caratteristici

## Galleria d'immagini

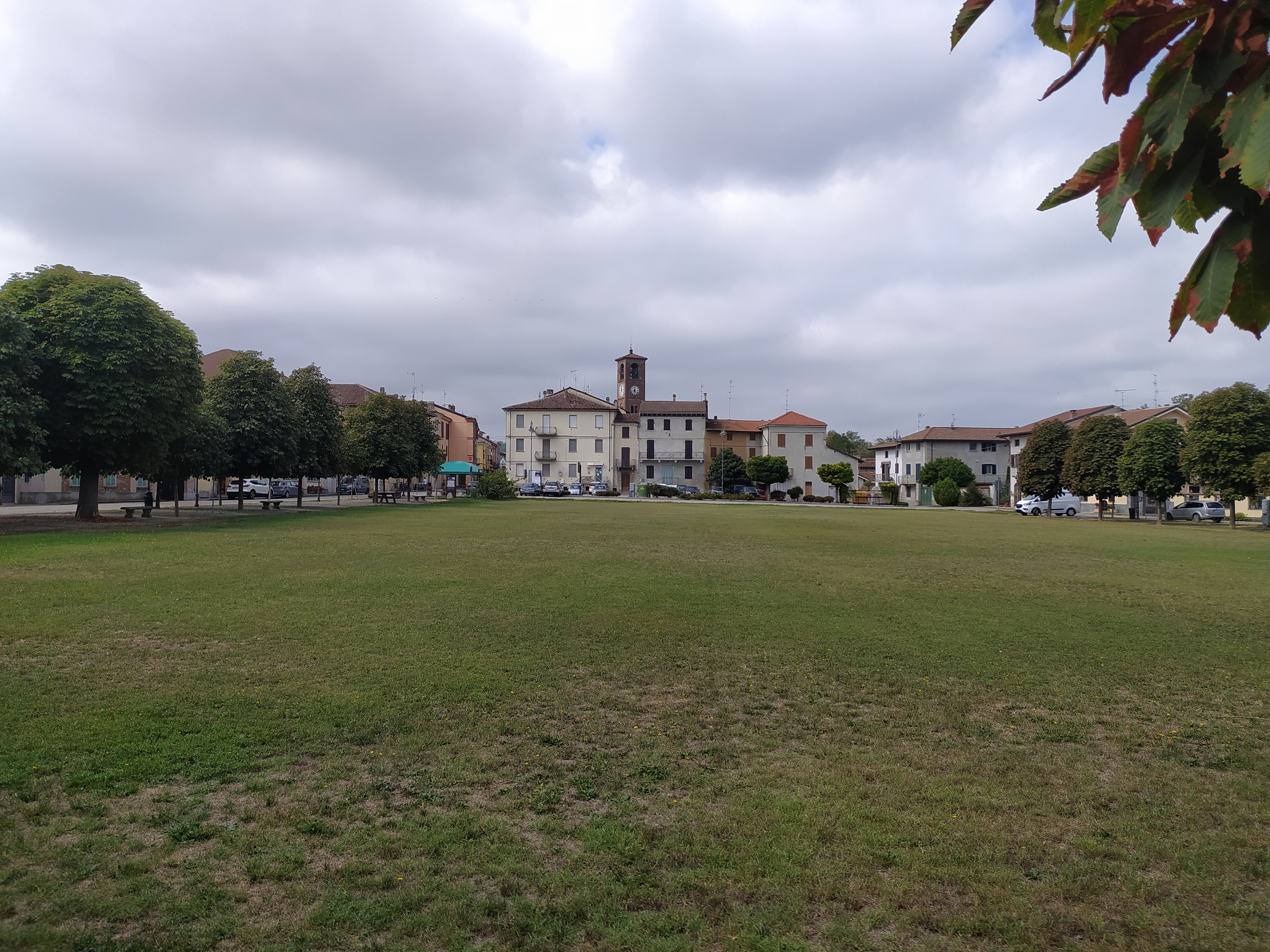
L'area verde dove sorgeva il Castello
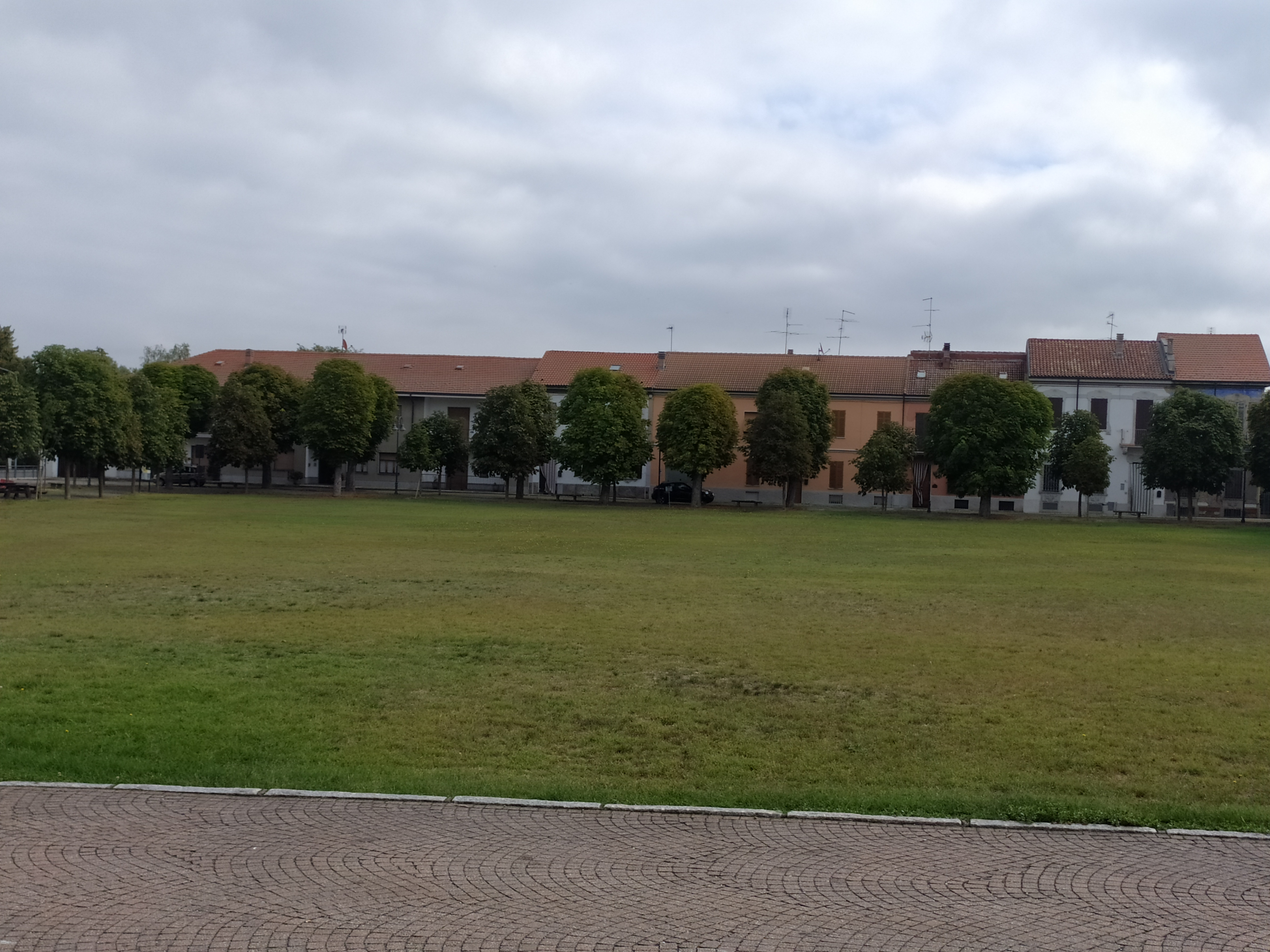
Il viale alberato di Piazza Castello
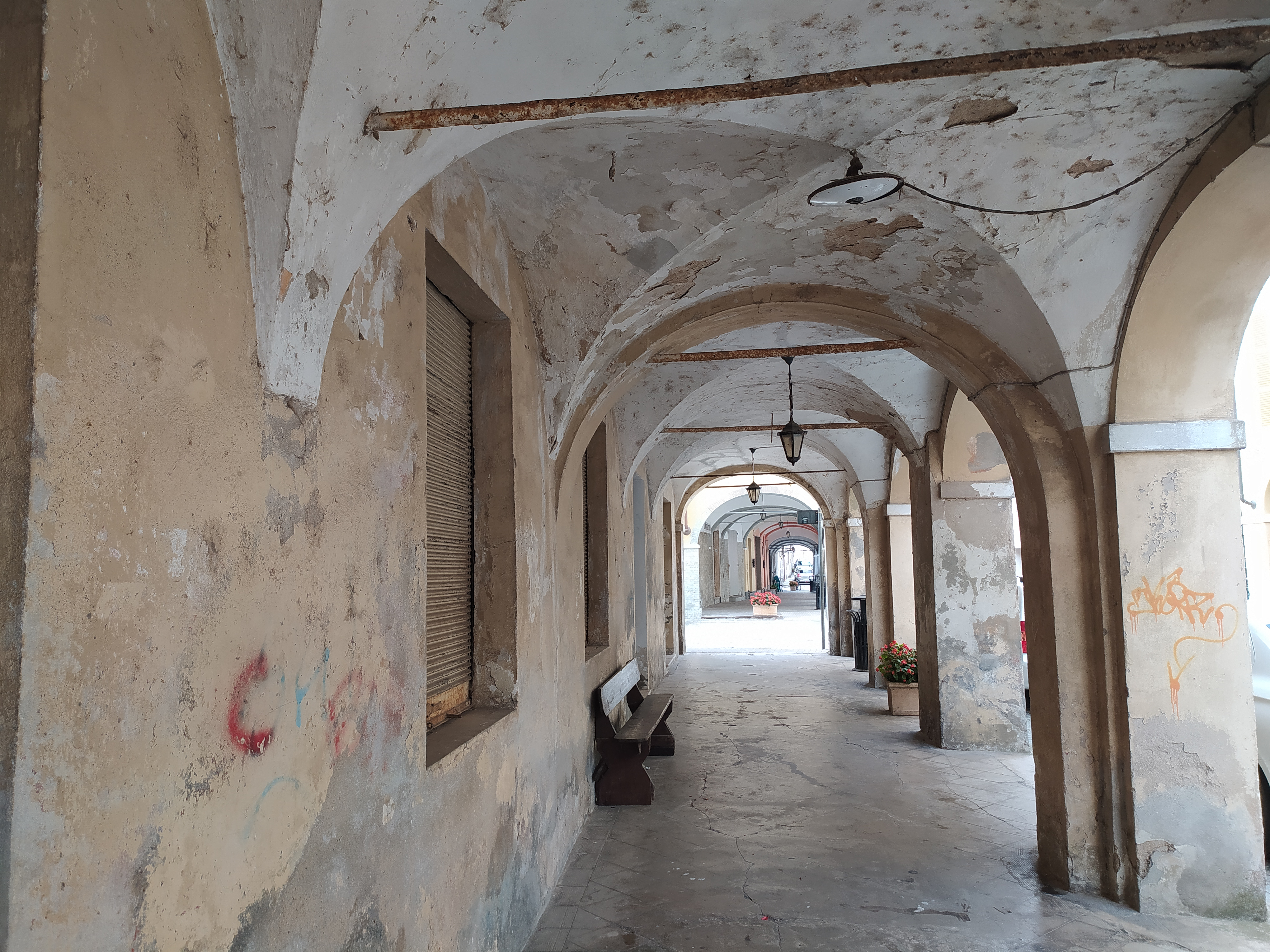
I portici di Corso Roma
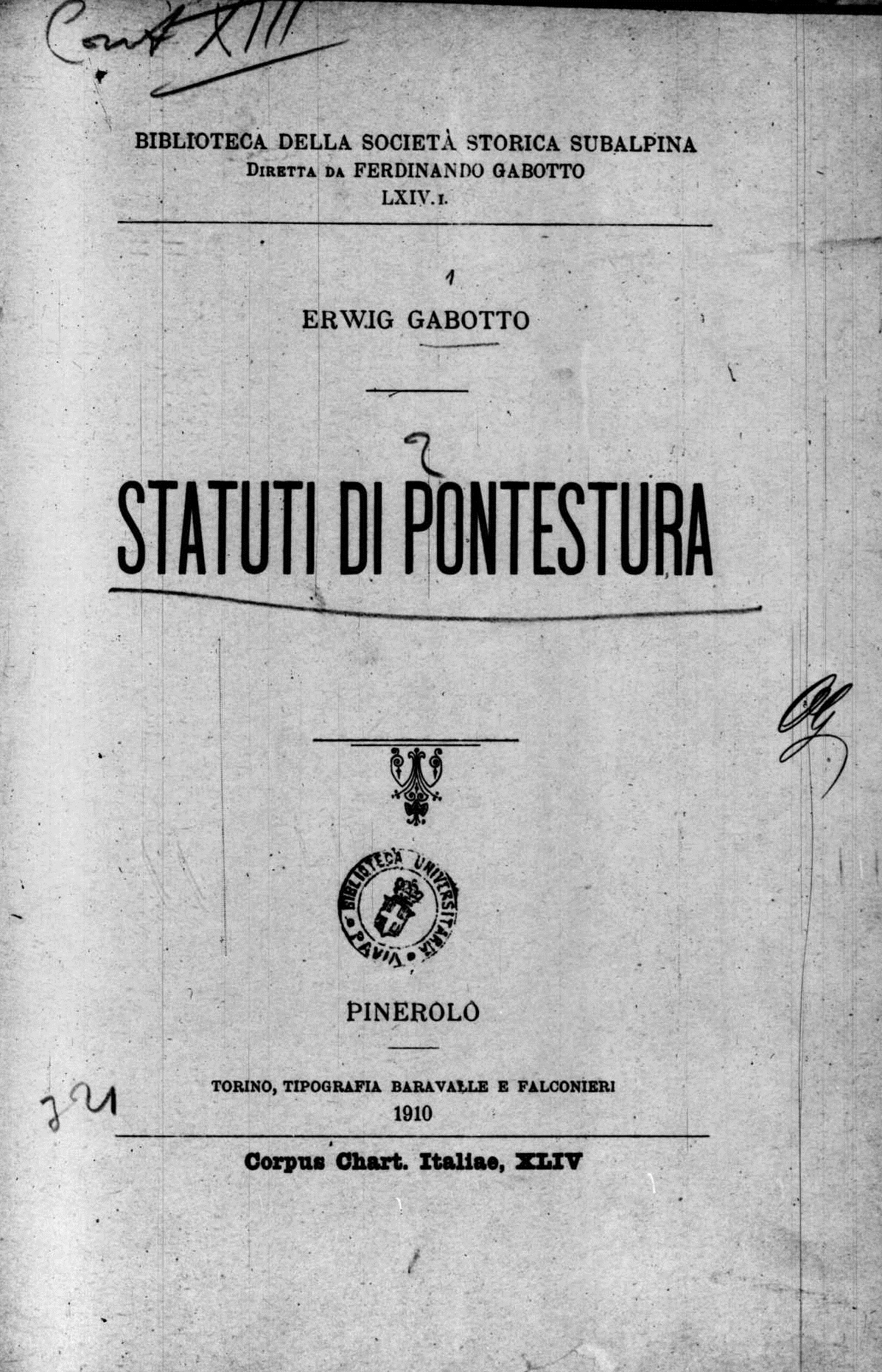
Gli Statuti di Pontestura (a cura di Erwig Gabotto, 1910)

## Società

### Evoluzione demografica
Negli ultimi cento anni, a partire dal 1921, la popolazione residente si è dimezzata. 
Abitanti censiti

## Cultura

### Musei
- Deposito Museale delle opere di Enrico Colombotto Rosso: è ospitato nel Palazzo Civico del Comune di Pontestura. Tutte le opere esposte all'interno del Museo sono state donate dal Maestro al Comune di Pontestura per realizzare una mostra permanente.

## Amministrazione
Di seguito è presentata una tabella relativa alle amministrazioni che si sono succedute in questo comune.
| Periodo          | Periodo          | Primo cittadino  | Partito                                       | Carica  | Note  |
| ---------------- | ---------------- | ---------------- | --------------------------------------------- | ------- | ----- |
| 31 maggio 1986   | 27 maggio 1990   | Giuseppe Merlo   | Partito Socialista Italiano                   | Sindaco | [ 6 ] |
| 27 maggio 1990   | 2 settembre 1991 | Giuseppe Merlo   | Partito Socialista Italiano                   | Sindaco | [ 6 ] |
| 2 settembre 1991 | 24 aprile 1995   | Marco Figazzolo  | Democrazia Cristiana                          | Sindaco | [ 6 ] |
| 24 aprile 1995   | 14 giugno 1999   | Marco Figazzolo  | centro-sinistra                               | Sindaco | [ 6 ] |
| 14 giugno 1999   | 14 giugno 2004   | Marco Figazzolo  | lista civica                                  | Sindaco | [ 6 ] |
| 14 giugno 2004   | 21 ottobre 2008  | Ermanno Ricci    | lista civica                                  | Sindaco | [ 6 ] |
| 8 giugno 2009    | 26 maggio 2014   | Franco Berra     | lista civica Amministriamo insieme            | Sindaco | [ 6 ] |
| 26 maggio 2014   | 26 maggio 2019   | Franco Berra     | lista civica Sviluppo ambiente sicurezza      | Sindaco | [ 6 ] |
| 26 maggio 2019   | 9 giugno 2024    | Franco Berra     | lista civica Amministriamo insieme            | Sindaco | [ 6 ] |
| 9 giugno 2024    | in carica        | Matteo Benetazzo | lista civica Viviamo Pontestura - Bene comune | Sindaco | [ 6 ] |

### Altre informazioni amministrative
Il territorio comunale dopo l'Unità d'Italia ha conosciuto alcuni cambiamenti.
Il comune di Quarti, costituito verso la metà del secolo XVII, venne soppresso e aggregato a Pontestura nel 1928.
Analogamente il comune di Coniolo fu soppresso e aggregato a Pontestura nel 1928, ma dopo la seconda guerra mondiale nel 1947 venne scorporato e ricostituito.